# Presença feminina nos governos em Portugal
Este artigo retrata a história da presença das mulheres nos governos de Portugal.

## História

### Estado Novo
Em 1970, Maria Teresa Cárcomo Lobo tornou-se na primeira mulher a integrar um governo em Portugal, ao ser nomeada subsecretária de Estado da Saúde e Assistência, quando Marcelo Caetano era primeiro-ministro.

### Terceira República
No I Governo Provisório, após a Revolução dos Cravos, Maria de Lourdes Pintasilgo e Maria de Lourdes Belchior tornam-se nas primeiras secretárias de Estado de sempre: a primeira, com a pasta da Segurança Social, e a segunda, com a da Cultura e Investigação Científica. Nos II e III Governos Provisórios, Pintasilgo ascende a ministra dos Assuntos Sociais, sendo a primeira mulher a dirigir um ministério. Em 1979, nomeada pelo presidente Ramalho Eanes, Pintasilgo torna-se na primeira mulher a alcançar o cargo de primeira-ministra, ao liderar o V Governo Constitucional. 
Nunca houve uma vice-primeira-ministra nem nunca uma ministra tutelou as seguintes pastas: Obras Públicas (ou Infraestruturas ou Equipamento Social), Economia (ou Comércio ou Indústria ou Turismo), Habitação, Transportes e Comunicações.

## Proporção de mulheres no Governo
| Governo                                   | Composição inicial                        | Composição inicial                        | Composição inicial                        | Total do mandato                          | Total do mandato                          | Total do mandato                          |
| Governo                                   | Total de mulheres                         | Total de membros                          | %                                         | Total de mulheres                         | Total de membros                          | %                                         |
| Governos Constitucionais da III República | Governos Constitucionais da III República | Governos Constitucionais da III República | Governos Constitucionais da III República | Governos Constitucionais da III República | Governos Constitucionais da III República | Governos Constitucionais da III República |
| ----------------------------------------- | ----------------------------------------- | ----------------------------------------- | ----------------------------------------- | ----------------------------------------- | ----------------------------------------- | ----------------------------------------- |
| XXIV (2024–)                              | 24                                        | 59                                        | 40,68                                     |                                           |                                           |                                           |
| XXIII (2022–2024)                         |                                           |                                           |                                           |                                           |                                           |                                           |
| XXII (2019–2022)                          | 26                                        | 70                                        | 37,1                                      |                                           |                                           |                                           |
| XXI (2015–2019)                           |                                           |                                           |                                           |                                           |                                           |                                           |
| XX (2015)                                 |                                           |                                           |                                           |                                           |                                           |                                           |
| XIX (2011–2015)                           |                                           |                                           |                                           |                                           |                                           |                                           |
| XVIII (2009–2011)                         |                                           |                                           |                                           |                                           |                                           |                                           |
| XVII (2005–2009)                          |                                           |                                           |                                           |                                           |                                           |                                           |
| XVI (2004–2005)                           |                                           |                                           |                                           |                                           |                                           |                                           |
| XV (2002–2004)                            |                                           |                                           |                                           |                                           |                                           |                                           |
| XIV (1999–2002)                           |                                           |                                           |                                           |                                           |                                           |                                           |
| XIII (1995–1999)                          |                                           |                                           |                                           |                                           |                                           |                                           |
| XII (1991–1995)                           |                                           |                                           |                                           |                                           |                                           |                                           |
| XI (1987–1991)                            |                                           |                                           |                                           |                                           |                                           |                                           |
| X (1985–1987)                             |                                           |                                           |                                           |                                           |                                           |                                           |
| IX (1983–1985)                            |                                           |                                           |                                           |                                           |                                           |                                           |
| VIII (1981–1983)                          |                                           |                                           |                                           |                                           |                                           |                                           |
| VII (1981)                                |                                           |                                           |                                           |                                           |                                           |                                           |
| VI (1980–1981)                            |                                           |                                           |                                           |                                           |                                           |                                           |
| V (1979–1980)                             | 3                                         |                                           |                                           | 3                                         |                                           |                                           |
| IV (1978–1979)                            | 2                                         |                                           |                                           | 2                                         |                                           |                                           |
| III (1978)                                | 2                                         |                                           |                                           | 2                                         |                                           |                                           |
| II (1978)                                 | 0                                         |                                           | 0                                         | 0                                         |                                           | 0                                         |
| I (1976–1978)                             | 2                                         |                                           |                                           | 2                                         |                                           |                                           |
| Governos Provisórios da III República     |                                           |                                           |                                           |                                           |                                           |                                           |
| VI (1975–1976)                            |                                           |                                           |                                           |                                           |                                           |                                           |
| V (1975)                                  |                                           |                                           |                                           |                                           |                                           |                                           |
| IV (1975)                                 |                                           |                                           |                                           |                                           |                                           |                                           |
| III (1974–1975)                           |                                           |                                           |                                           |                                           |                                           |                                           |
| II (1974)                                 |                                           |                                           |                                           |                                           |                                           |                                           |
| I (1974)                                  |                                           |                                           |                                           |                                           |                                           |                                           |
| J.S.N. (1974)                             | 0                                         | 7                                         | 0                                         | 0                                         | 12                                        | 0                                         |
| Estado Novo                               |                                           |                                           |                                           |                                           |                                           |                                           |
| III (1968–1974)                           | 0                                         |                                           | 0                                         | 1                                         |                                           |                                           |

## Recordes
- Primeira mulher a votar: Carolina Beatriz Ângelo, nas eleições para a Assembleia Nacional Constituinte de 1911, durante a I República.
- Primeira mulher polícia: Emília da Conceição Pereira, recrutada para a Polícia de Segurança Pública em 1930.[1]
- Primeira mulher membro de um governo: Teresa Lobo, subsecretária de Estado da Saúde e Assistência (1970–1973), no 3.º Governo do Estado Novo.
- Primeiras secretárias de Estado: Lourdes Belchior e Lourdes Pintasilgo, secretárias de Estado da Cultura e Investigação Científica e da Segurança Social, respetivamente, no I Governo Provisório (de maio a julho de 1974).
- Primeira ministra: Lourdes Pintasilgo, ministra dos Assuntos Sociais, no II Governo Provisório (de julho a setembro de 1974).
- Primeira primeira-ministra: Lourdes Pintasilgo, líder do V Governo (1979–1980).
- Primeira ministra da Saúde: Leonor Beleza (PPD/PSD), no X Governo (1985–1987) – nota: os serviços da saúde estavam integrados no ministério dos Assuntos Sociais quando Pintasilgo foi ministra.
- Primeira ministra da Educação: Manuela Ferreira Leite (PPD/PSD, 1993–1995), no XII Governo.
- Primeira ministra do Ambiente: Teresa Gouveia (PPD/PSD, 1993–1995), no XII Governo.
- Primeira ministra do Planeamento/Plano: Elisa Ferreira (PS), no XIV Governo (1999–2002).
- Primeira ministra de Estado: Manuela Ferreira Leite (PPD/PSD), no XV Governo (2002–2004) – nota: título que atribui precedência sobre os demais ministros.
- Primeira ministra das Finanças: Manuela Ferreira Leite (PPD/PSD), no XV Governo (2002–2004).
- Primeira ministra da Justiça: Celeste Cardona (CDS-PP), no XV Governo (2002–2004).
- Primeira ministra dos Negócios Estrangeiros: Teresa Gouveia (PPD/PSD, 2003–2004), no XV Governo.
- Primeira ministra da Ciência/Ensino Superior: Graça Carvalho (PPD/PSD, 2003–2004), no XV Governo.
- Primeira ministra da Cultura: Maria João Bustorff (PPD/PSD), no XVI Governo (2004–2005).
- Primeira ministra do Ordenamento/Administração do Território: Dulce Pássaro (PS), no XVIII Governo (2009–2011).
- Primeira ministra do Trabalho/Emprego: Helena André (PS), no XVIII Governo (2009–2011).
- Primeira ministra da Solidariedade/Segurança Social: Helena André (PS), no XVIII Governo (2009–2011).
- Primeira ministra da Agricultura: Assunção Cristas (CDS-PP), no XIX Governo (2011–2015).
- Primeira ministra do Mar/Pescas: Assunção Cristas (CDS-PP), no XIX Governo (2011–2015).
- Primeira ministra da Administração Interna: Anabela Rodrigues (PPD/PSD, 2014–2015), no XIX Governo.
- Primeira ministra da Presidência: Maria Manuel Leitão Marques (PS), no XXI Governo (2015–2019).
- Primeira ministra da Modernização/Reforma Administrativa: Maria Manuel Leitão Marques (PS), no XXI Governo (2015–2019).
- Primeira ministra dos Assuntos Parlamentares: Ana Catarina Mendes (PS), no XXIII Governo Constitucional (2022–2024).
- Primeira ministra da Defesa Nacional: Helena Carreiras (independente), no XXIII Governo Constitucional (2022–2024).

## Lista de mulheres membros do Governo

### Ministras
| Titular                     | Cargo                         | Início do mandato   | Fim do mandato       | Partido | Partido      | Governo       |
| --------------------------- | ----------------------------- | ------------------- | -------------------- | ------- | ------------ | ------------- |
| Maria de Lourdes Pintasilgo | ministra dos Assuntos Sociais | 17 de julho de 1974 | 26 de março de 1975  |         | independente | II Provisório |
| Maria de Lourdes Pintasilgo | primeira-ministra             | 1 de agosto de 1979 | 3 de janeiro de 1980 | V       | independente |               |
|                             |                               |                     |                      |         |              |               |

### Secretárias e subsecretárias de Estado
| Titular                     | Cargo                                                                 | Início do mandato     | Fim do mandato         | Partido | Partido      | Governo                                      |
| --------------------------- | --------------------------------------------------------------------- | --------------------- | ---------------------- | ------- | ------------ | -------------------------------------------- |
| Maria Teresa Cárcomo Lobo   | Subsecretária de Estado de Saúde e de Assistência                     | 22 de agosto de 1970  | 7 de novembro de 1973  |         | UN           | 3.º do Estado Novo                           |
| Maria de Lourdes Pintasilgo | Secretária de Estado da Segurança Social                              | 16 de maio de 1974    | 17 de julho de 1974    |         | independente | I Provisório                                 |
| Maria de Lourdes Belchior   | Secretária de Estado dos Assuntos Culturais e Investigação Científica | 27 de maio de 1974    | 4 de dezembro de 1974  |         | independente | I Provisório, II Provisório e III Provisório |
| Manuela Morgado             | Secretário de Estado do Tesouro                                       | 28 de julho de 1976   | 30 de janeiro de 1978  |         | independente | I                                            |
| Manuela Silva               | Secretária de Estado do Planeamento                                   | 28 de julho de 1976   | 10 de setembro de 1977 |         | independente | I                                            |
| Manuela Morgado             | Secretária de Estado das Finanças                                     | 26 de março de 1977   | 30 de janeiro de 1978  |         | independente | I                                            |
| Manuela Morgado             | Secretário de Estado do Tesouro                                       | 7 de setembro de 1978 | 22 de novembro de 1978 |         | independente | III                                          |
| Teresa Santa Clara Gomes    | Secretária de Estado da Cultura                                       | 7 de setembro de 1978 | 22 de novembro de 1978 |         | independente | III                                          |

## Governos regionais

### Governo Regional dos Açores
O Governo Regional dos Açores nunca teve uma presidente ou vice-presidente, nem nunca uma mulher foi representante da República na região. A proporção de mulheres membros do Governo tem sido a seguinte ao longo dos anos:
| Governo   | Composição inicial | Composição inicial | Composição inicial | Total do mandato | Total do mandato | Total do mandato |
| Governo   | Mulheres           | Total              | %                  | Mulheres         | Total            | %                |
| --------- | ------------------ | ------------------ | ------------------ | ---------------- | ---------------- | ---------------- |
| 2020–     | 3                  | 13                 | 23,1               |                  |                  |                  |
| 2016–2020 |                    |                    |                    |                  |                  |                  |
| 2012–2016 |                    |                    |                    |                  |                  |                  |
| 2008–2012 | 2                  | 12                 | 16,7               | 3                | 13               | 23,1             |
| 2004–2008 | 1                  | 11                 | 9,1                | 1                | 11               | 9,1              |
| 2000–2004 | 1                  | 10                 | 10                 | 2                | 13               | 15,4             |
| 1996–2000 |                    |                    |                    |                  |                  |                  |
| 1995–1996 | 1                  | 8                  | 12,5               | 1                | 8                | 12,5             |
| 1992–1995 | 0                  | 10                 | 0                  | 0                | 12               | 0                |
| 1988–1992 | 0                  | 12                 | 0                  | 0                | 15               | 0                |
| 1984–1988 | 0                  | 11                 | 0                  | 0                | 12               | 0                |
| 1980–1984 | 1                  | 11                 | 9,1                | 1                | 18               | 5,6              |
| 1976–1980 | 0                  | 11                 | 0                  | 1                | 18               | 5,6              |

### Governo Regional da Madeira
O Governo Regional da Madeira nunca teve uma presidente ou vice-presidente, nem nunca uma mulher foi representante da República na região. A proporção de mulheres membros do Governo tem sido a seguinte ao longo dos anos:
| Governo   | Composição inicial | Composição inicial | Composição inicial | Total do mandato | Total do mandato | Total do mandato |
| Governo   | Mulheres           | Total              | %                  | Mulheres         | Total            | %                |
| --------- | ------------------ | ------------------ | ------------------ | ---------------- | ---------------- | ---------------- |
| 2019–     | 2                  | 11                 | 18,2               |                  |                  |                  |
| 2015–2019 | 2                  | 9                  | 22,2               | 4                | 15               | 26,7             |
| 2011–2015 | 1                  | 7                  | 14,3               |                  |                  |                  |
| 2007–2011 | 1                  | 9                  | 11,1               |                  |                  |                  |
| 2004–2007 | 1                  | 9                  | 11,1               |                  |                  |                  |
| 2000–2004 | 1                  | 9                  | 11,1               |                  |                  |                  |
| 1996–2000 | 0                  | 9                  | 0                  |                  |                  |                  |
| 1992–1996 | 0                  | 9                  | 0                  |                  |                  |                  |
| 1988–1992 | 0                  | 9                  | 0                  |                  |                  |                  |
| 1984–1988 | 0                  | 7                  | 0                  |                  |                  |                  |
| 1980–1984 | 0                  | 8                  | 0                  |                  |                  |                  |
| 1978–1980 | 0                  | 8                  | 0                  |                  |                  |                  |
| 1976–1978 | 1                  | 7                  | 14,3               |                  |                  |                  |